# Bananamour
Bananamour je čtvrté sólové studiové album britského hudebníka Kevina Ayerse. Jeho nahrávání probíhalo od září do října 1972 ve studiu Abbey Road v Londýně. Producenty byli sám Ayers a Andrew King a album vyšlo v květnu 1973 u vydavatelství Harvest Records.

## Seznam skladeb
Autorem všech skladeb je Kevin Ayers.
| Pořadí         | Název                         | Délka |
| -------------- | ----------------------------- | ----- |
| 1.             | Don't Let It Get You Down     | 4:02  |
| 2.             | Shouting in a Bucket Blues    | 3:44  |
| 3.             | When Your Parents Go to Sleep | 5:45  |
| 4.             | Interview                     | 4:45  |
| 5.             | Internotional Anthem          | 0:40  |
| 6.             | Decadence                     | 8:03  |
| 7.             | Oh! Wot a Dream               | 2:48  |
| 8.             | Hymn                          | 4:34  |
| 9.             | Beware of the Dog             | 1:21  |
| Celková délka: | Celková délka:                | 35:48 |

## Obsazení
- Kevin Ayers – kytara, zpěv
- Archie Legget – baskytara, vokály, zpěv (3)
- Eddie Sparrow – bicí
- Steve Hillage – kytara (2)
- Mike Ratledge – varhany (4)
- Robert Wyatt – vokály (8)
- David Bedford – orchestrální aranžmá (9)
- Howie Casey – tenorsaxofon
- Dave Caswell – trubka
- Tristan Fry – činely
- Lyle Jenkins – barytonsaxofon
- Ronnie Price – klavír
- Barry St. John – zpěv
- Liza Strike – zpěv
- Doris Troy – zpěv